# NHL 1933/1934
Sezóna 1933/1934 byla 17. sezonou NHL. Vítězem Stanley Cupu se stal tým Chicago Black Hawks.

## Konečná tabulka základní části

### Kanadská divize
| Tým                 | Z  | V  | P  | R  | B  | VG  | IG  |
| ------------------- | -- | -- | -- | -- | -- | --- | --- |
| Toronto Maple Leafs | 48 | 26 | 13 | 9  | 61 | 174 | 119 |
| Montreal Canadiens  | 48 | 22 | 20 | 6  | 50 | 99  | 101 |
| Montreal Maroons    | 48 | 19 | 18 | 11 | 49 | 117 | 122 |
| New York Americans  | 48 | 15 | 23 | 10 | 40 | 104 | 132 |
| Ottawa Senators     | 48 | 13 | 29 | 6  | 32 | 115 | 143 |

### Americká divize
| Tým                 | Z  | V  | P  | R  | B  | VG  | IG  |
| ------------------- | -- | -- | -- | -- | -- | --- | --- |
| Detroit Red Wings   | 48 | 24 | 14 | 10 | 58 | 113 | 98  |
| Chicago Black Hawks | 48 | 20 | 17 | 11 | 51 | 88  | 83  |
| New York Rangers    | 48 | 21 | 19 | 8  | 50 | 120 | 113 |
| Boston Bruins       | 48 | 18 | 25 | 5  | 41 | 111 | 130 |

## Play off
|  | Čtvrtfinále | Čtvrtfinále         | Čtvrtfinále         |                     |    | Semifinále          | Semifinále | Semifinále |  |  | Finále Stanley Cupu | Finále Stanley Cupu | Finále Stanley Cupu |
|  |             |                     |                     |                     |    |                     |            |            |  |  |                     |                     |                     |
|  |             |                     |                     |                     |    |                     |            |            |  |  |                     |                     |                     |
|  |             | K1                  | Toronto Maple Leafs | 2                   |    |                     |            |            |  |  |                     |                     |                     |
|  |             |                     |                     | 2                   |    |                     |            |            |  |  |                     |                     |                     |
|  |             |                     | A1                  | Detroit Red Wings   | 3  |                     |            |            |  |  |                     |                     |                     |
|  |             |                     | A1                  | Detroit Red Wings   | 3  |                     |            |            |  |  |                     |                     |                     |
|  |             |                     |                     |                     |    |                     |            |            |  |  |                     |                     |                     |
|  |             |                     |                     |                     |    |                     |            |            |  |  |                     |                     |                     |
|  |             |                     |                     |                     |    |                     |            |            |  |  | A1                  | Detroit Red Wings   | 1                   |
|  |             |                     | A2                  | Chicago Black Hawks | 3  |                     |            |            |  |  |                     |                     |                     |
|  | K2          | Montreal Canadiens  | 3G                  |                     |    |                     |            |            |  |  |                     |                     |                     |
|  | A2          | Chicago Black Hawks | 4G                  |                     |    |                     |            |            |  |  |                     |                     |                     |
|  | A2          | Chicago Black Hawks | 4G                  |                     | A2 | Chicago Black Hawks | 6G         |            |  |  |                     |                     |                     |
|  |             |                     |                     |                     | A2 | Chicago Black Hawks | 6G         |            |  |  |                     |                     |                     |
|  |             |                     | K3                  | Montreal Maroons    | 2G |                     |            |            |  |  |                     |                     |                     |
|  | K3          | Montreal Maroons    | K3                  | Montreal Maroons    | 2G | 2G                  |            |            |  |  |                     |                     |                     |
|  | K3          | Montreal Maroons    |                     |                     |    | 2G                  |            |            |  |  |                     |                     |                     |
|  | A3          | New York Rangers    | 1G                  |                     |    |                     |            |            |  |  |                     |                     |                     |

## Ocenění
| 1933–34 NHL awards         | 1933–34 NHL awards                    |
| -------------------------- | ------------------------------------- |
| Calder Memorial Trophy:    | Russ Blinco, Montreal Maroons         |
| Hart Memorial Trophy:      | Aurel Joliat, Montreal Canadiens      |
| Lady Byng Memorial Trophy: | Frank Boucher, New York Rangers       |
| O'Brien Cup:               | Toronto Maple Leafs                   |
| Prince of Wales Trophy:    | Detroit Red Wings                     |
| Vezina Trophy:             | Charlie Gardiner, Chicago Black Hawks |